# Игиел (Алба)
Игиел (рум. Ighiel) насеље је у Румунији у округу Алба у општини Игиу. Oпштина се налази на надморској висини од 339 m.

## Становништво
Према подацима из 2002. године у насељу је живело 994 становника, од којих су сви румунске националности.